# UKVZ
De UKVZ (Oest-Katavskiy Vagonstroitelniy Zavod) is een tram-, wapen-en raketfabriek in Oest-Katav, Rusland.

## Historie
In 1937 worden er voor het eerst trams gebouwd in de UKVZ. Ervoor werden er vooral spoorwegvoertuigen gebouwd. Na de oorlog vangt men aan met het bouwen van de KTM-reeks, die nog steeds wordt gebouwd. De KTM-5 was veruit het grootste succesverhaal, met 14.369 trams van dit type gebouwd tussen 1969 en 1992 en daarmee de meest gebouwde tram ter wereld. Het zwaartepunt ligt echter op de bouw van onderdelen voor de ruimtevaartindustrie.

## Types
- Kh
- KTM-1
- KTM-2
- KTM-5
- KTM-8
- KTM-11
- KTM-15
- KTM-16
- KTM-17
- KTM-19
- KTM-21
- KTM-30

## Afbeeldingen

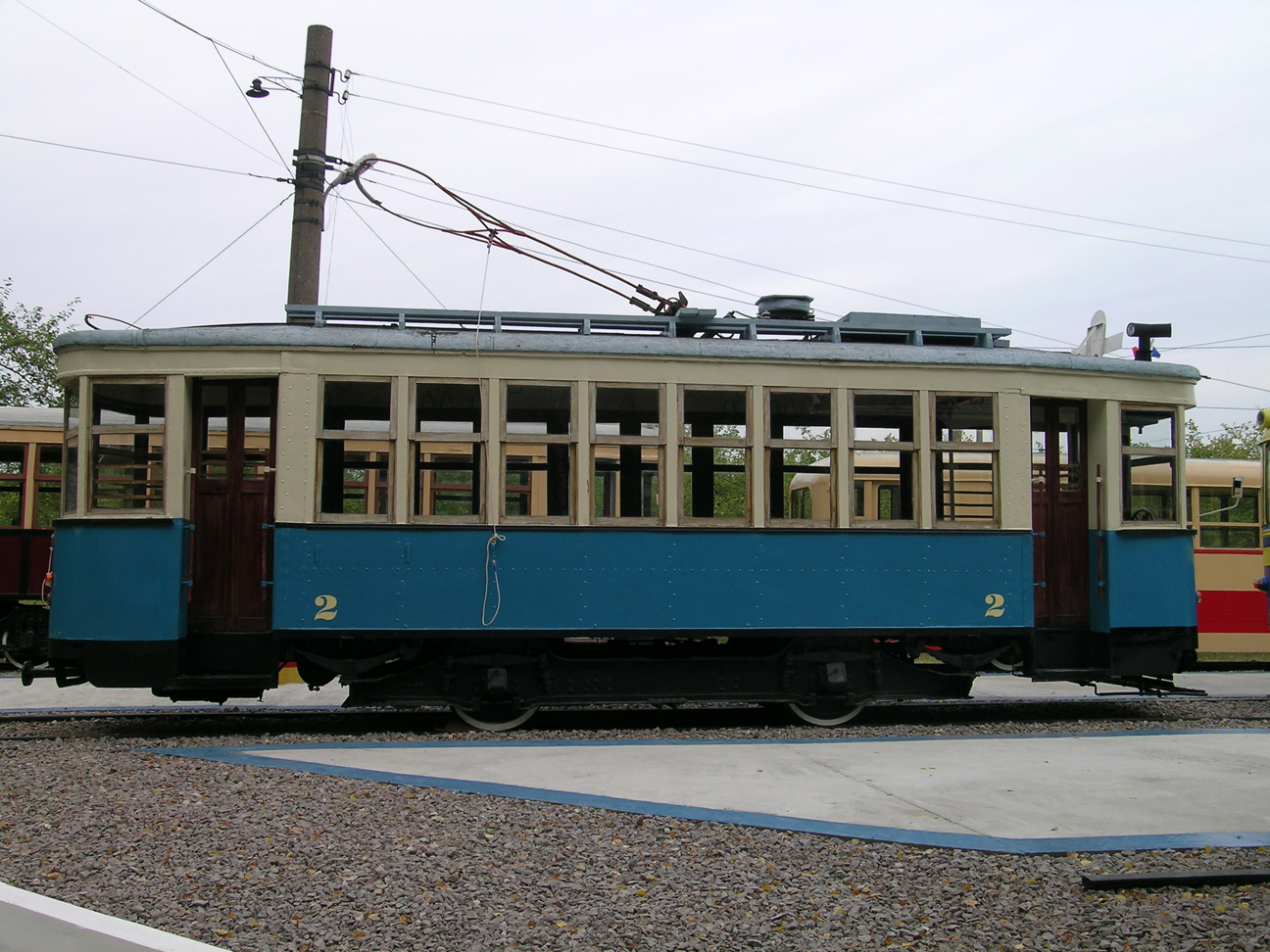
Kh (1937–1941)
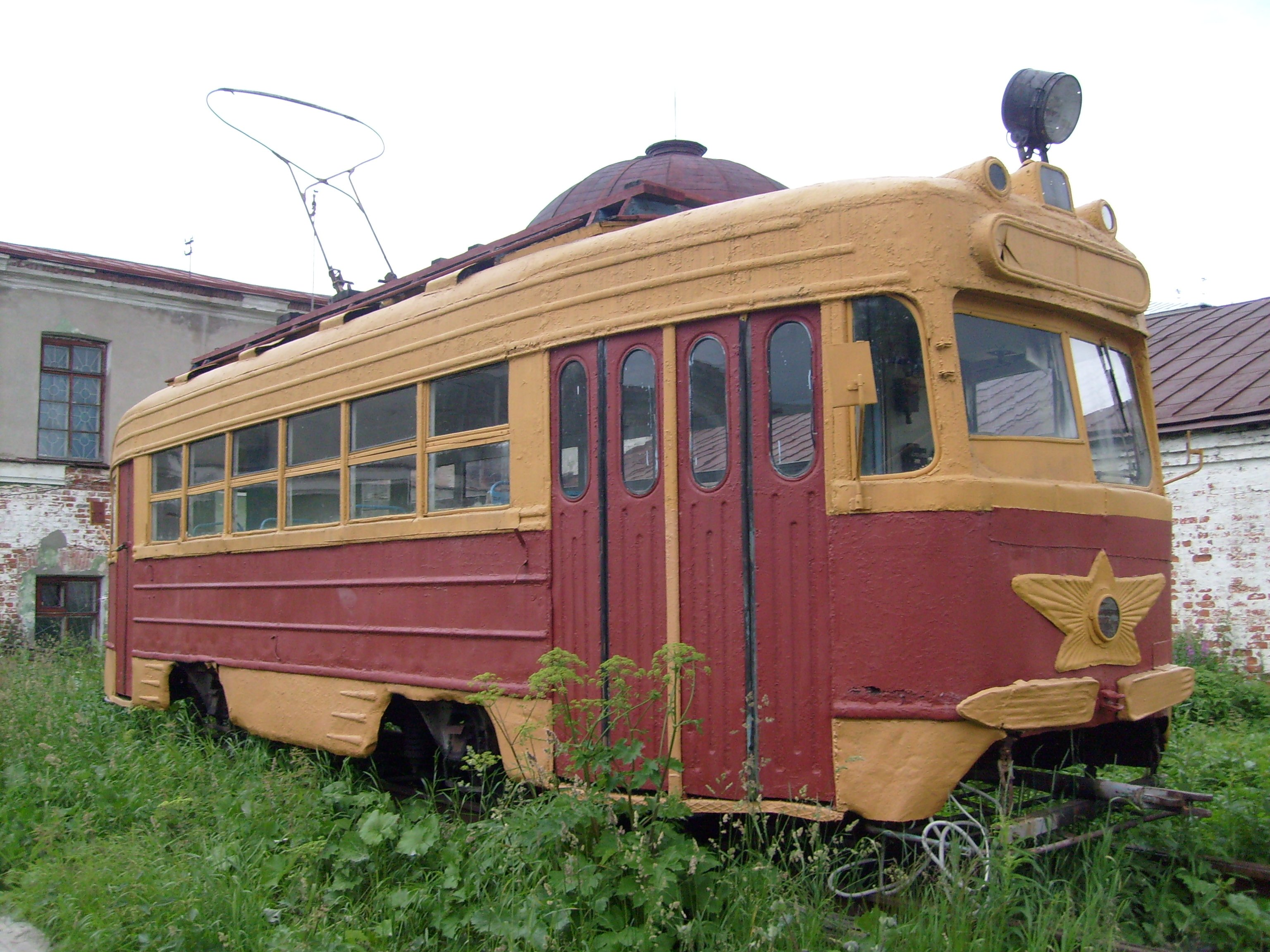
KTM-1 (1948–1961)
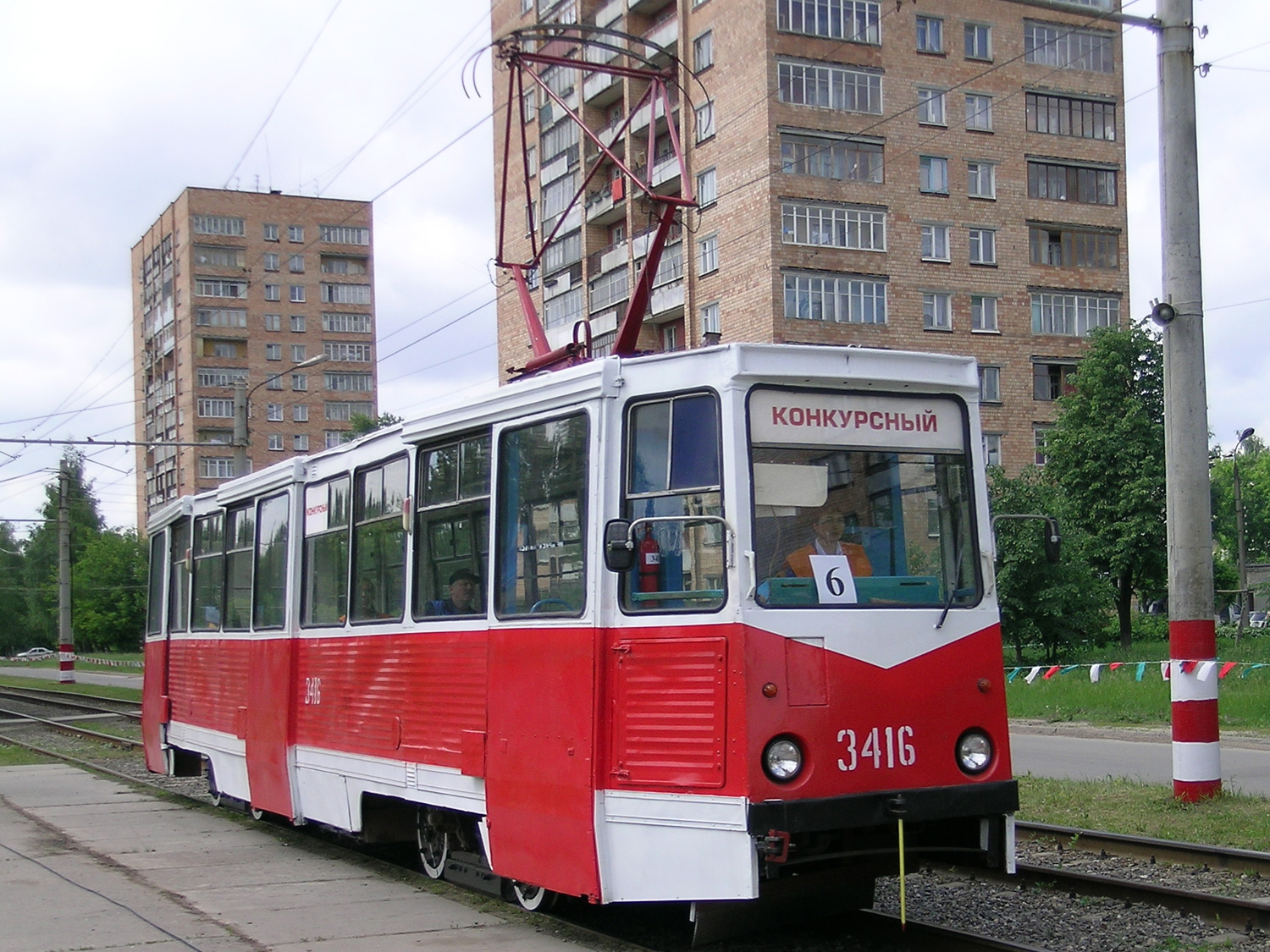
71-605 of KTM-5M3 (1965–1992)
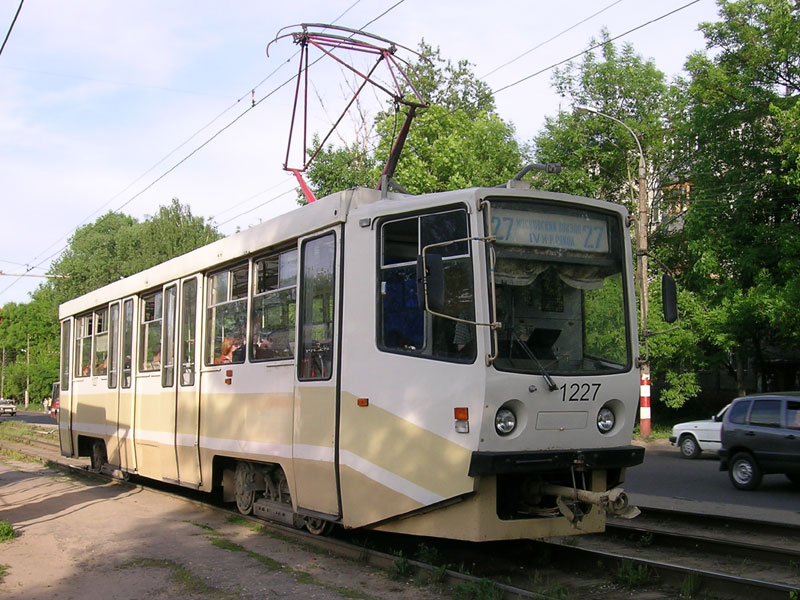
71-608 (1990–2007)
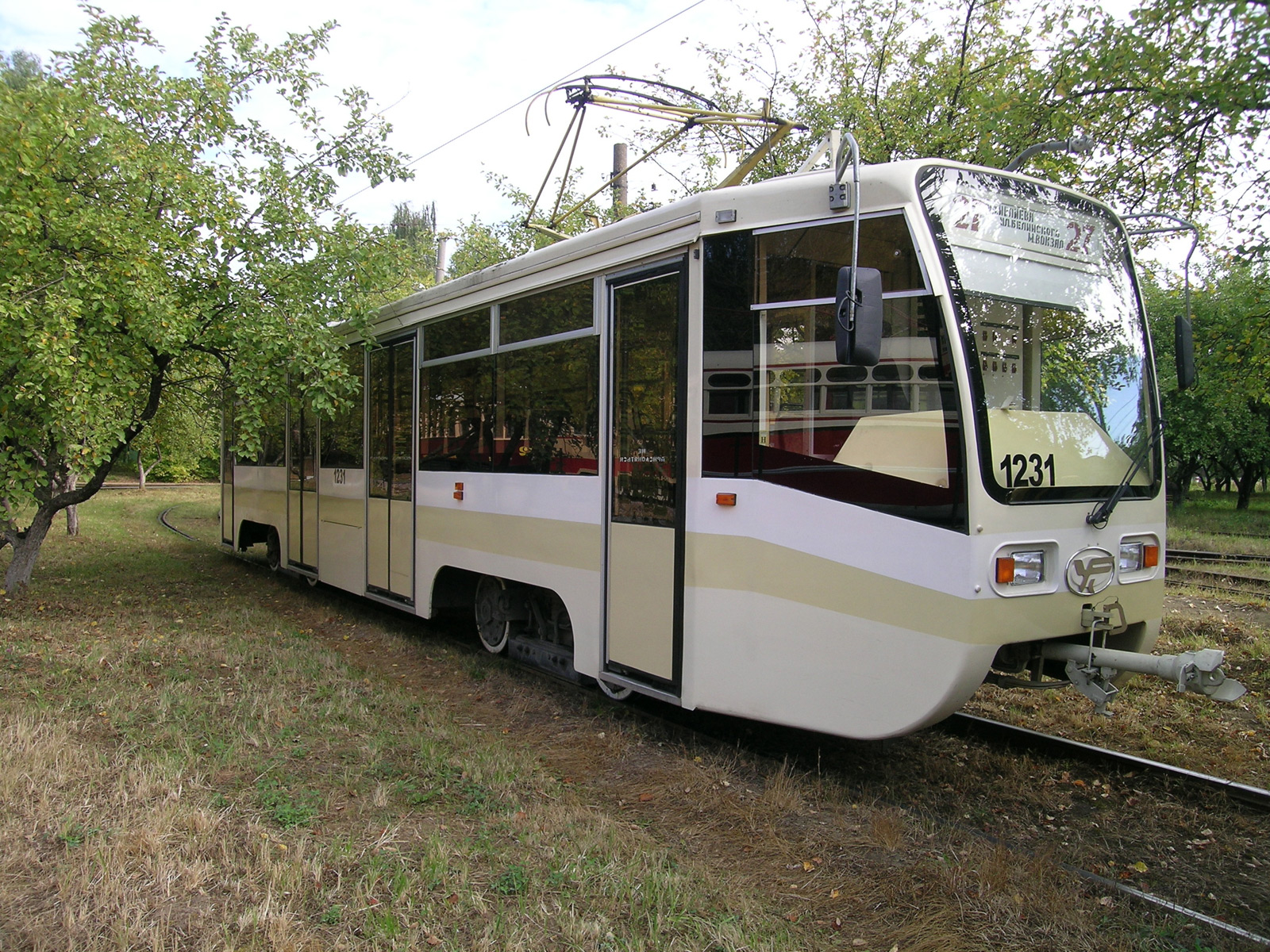
71-619 (sinds 1999)